# Steve Schroyder
Steve Schroyder (Stadtoldendorf, Nedersaksen, 29 april 1950) werd geboren Wolfgang Schröder. Hij is een bespeler van synthesizers en aanverwante apparatuur. Hij speelde in de Early Years-periode bij Tangerine Dream, maar werd uit de band gezet; hij zat (te veel) aan de drugs.
Schroeder kreeg een opleiding tot bouwer van orgels en ontdekte zo de elektronische orgels en de toen in de kinderschoenen staande synthesizers. In 1970 trad hij toe tot Tangerine Dream en bracht met die muziekgroep een tweetal albums uit. Daarna maakte hij een album met Ashra Temple. Zijn verblijf aldaar duurde ook niet lang. Het werd een tijd stil rondom 1980 richt hij samen met Gene Gross Augenstern op; in 1987 is weer afgelopen. In 1988 startte hij met Hans Cousto Kosmische Oktave op, kosmische muziek. In 1989 ontmoette Schroyder Jens Zygar en samen startten zijn Star Sounds Orchestra (SSO), Trancemuziek. In 2006 begon hij een eigen platenlabel Planetware Records en bracht daarop zijn laatste SSO-album uit,

## Discografie

### Tangerine Dream
- 1971: Alpha Centauri
- 1972: Zeit

### Ashra Temple
- 1974: Seven Up (met Timothy Leary)

### Conrad Schnitzler, Schroyder & Patrick Gresbek
- 1977: Minced valves; verscheen in 2010

### Augenstern
- 1986: Strahlen
- 1987: Blütenklang

### SSO
- Zie Star Sounds Orchestra

### Acid Test
- 1993:Hommage a Albert

### Schroyder
- 1990: Klänge bilder Welten
- 1992: Sun - Spirit of Cheops
- 2002: Klänge des Lebens
- 2009: S5

- Gemeinsame Normdatei: 134858662
- International Standard Name Identifier: 0000 0000 5637 2103
- MusicBrainz: fda80813-fcc3-427e-8dbc-6b2bc1aef9ed
- Virtual International Authority File: 79820367
- WorldCat: E39PBJdmmrv9WxvV73TKY6GJXd